# Jochen Arndt
Jochen Arndt (* 16. März 1968) ist ein ehemaliger deutscher Squashspieler.

## Karriere
Jochen Arndt spielte in den 1980er- und 1990er-Jahren auf der PSA World Tour und gewann auf dieser einen Titel. Diesen sicherte er sich 1992 bei den Jamaica Open, als er im Finale Jonathon Power besiegte. Er war zeitweise auf Rang drei der nationalen Rangliste platziert. Mit der deutschen Nationalmannschaft nahm er 1989 und 1991 an der Weltmeisterschaft teil, darüber hinaus gehörte er mehrere Male zum Kader bei Europameisterschaften. 1990 belegte er mit der Mannschaft den zweiten Platz bei der EM hinter England.

## Erfolge
- Vizeeuropameister mit der Mannschaft: 1990
- Gewonnene PSA-Titel: 1